# Estrella subenana

Diagrama de Hertzsprung-Russell:
Abscisas: Tipo espectral./
Ordenadas: Magnitud absoluta
0, Ia, Ib Supergigantes. II Gigantes luminosas. III Gigantes. IV Subgigantes. V Secuencia principal. VI Subenanas. VII Enanas blancas.

Una estrella subenana es aquella que tiene luminosidad clase VI en la clasificación espectral de Yerkes. A veces se indica con el prefijo "sd". El término subenana fue acuñado por Gerard Peter Kuiper en 1939 para referirse a una serie de estrellas con espectro anómalo que antes se habían etiquetado como "enanas blancas intermedias".
Las estrellas subenanas son estrellas con una luminosidad 1,5 a 2 magnitudes por debajo de las estrellas de la secuencia principal con el mismo tipo espectral, debido a que tienen menor metalicidad que estas últimas. En un diagrama de Hertzsprung-Russell aparecen debajo de la secuencia principal (ver figura).

## Subenanas frías
Al igual que las estrellas normales de la secuencia principal, las subenanas frías (de tipos espectrales G a M) generan su energía mediante la fusión nuclear del hidrógeno. Normalmente son estrellas antiguas de Población II, y son estrellas del halo de la Vía Láctea, con velocidades espaciales altas en relación con el Sol. También emiten un porcentaje mayor de luz ultravioleta en comparación a las estrellas de Población I, como resultado de su menor metalicidad, que permite que pueda escapar una mayor proporción de esta radiación. De esta forma, la menor opacidad de las capas exteriores de la estrella reduce la presión de radiación, por lo que, para una masa dada, son estrellas más pequeñas y calientes.

## Subenanas calientes
Las subenanas calientes, de tipo espectral B y O, también llamadas "estrellas extremas de la rama horizontal", son una clase de objetos totalmente diferente a las subenanas frías. Representan una etapa tardía en la evolución de algunos tipos de estrellas, en donde una gigante roja pierde sus capas exteriores de hidrógeno antes de que en su núcleo comience la fusión del helio. Si bien las causas de esta prematura pérdida de masa no están esclarecidas, la interacción entre las componentes de una estrella binaria parece ser uno de los principales mecanismos. Las subenanas de tipo B, más luminosas que las enanas blancas, suponen una parte importante dentro de la población de estrellas calientes en antiguas agrupaciones estelares, tales como cúmulos globulares y galaxias elípticas.

## Principales estrellas subenanas
En la tabla siguiente se recogen algunas de las estrellas subenanas más conocidas.
| Nombre              | Número HD | Constelación | Tipo espectral   | Distancia (al) |
| ------------------- | --------- | ------------ | ---------------- | -------------- |
| Estrella de Kapteyn | HD 33793  | Pictor       | M1 VI            | 12,8           |
| Mu Cassiopeiae      | HD 6582   | Casiopea     | G5 VI / M5 V-VI* | 24,6           |
| Groombridge 1830    | HD 103095 | Osa Mayor    | G8 VI            | 29,7           |
| SSSPM J1549-3544    | —         | Lupus        | K5 VI            | 372            |
| V391 Pegasi         | —         | Pegaso       | B VI             | 4570           |

* Mu Cassiopeiae es una estrella binaria